# Zulia Calatayud
Zulia Inés Calatayud Torres (L'Avana, 9 novembre 1979) è una mezzofondista e velocista cubana, campionessa mondiale degli 800 metri piani a Helsinki 2005.

## Record nazionali

### Seniores
- Staffetta 4×400 metri: 3'23"21 ( Pechino, 23 agosto 2008) (Roxana Díaz, Zulia Calatayud, Susana Clement, Indira Terrero)

## Palmarès
| Anno | Manifestazione      | Sede           | Evento      | Risultato  | Prestazione | Note                                     |
| ---- | ------------------- | -------------- | ----------- | ---------- | ----------- | ---------------------------------------- |
| 1998 | Mondiali juniores   | Annecy         | 400 m piani | Semifinale | 53"65       |                                          |
| 1999 | Giochi panamericani | Winnipeg       | 800 m piani | Argento    | 2'00"67     |                                          |
| 1999 | Giochi panamericani | Winnipeg       | 4×400 m     | Oro        | 3'26"70     |                                          |
| 1999 | Mondiali            | Siviglia       | 800 m piani | Batteria   | 2'00"93     |                                          |
| 1999 | Mondiali            | Siviglia       | 4×400 m     | 7ª         | 3'29"19     |                                          |
| 2000 | Giochi olimpici     | Sydney         | 800 m piani | 6ª         | 1'58"66     | Miglior prestazione personale            |
| 2000 | Giochi olimpici     | Sydney         | 4×400 m     | 8ª         | 3'29"47     |                                          |
| 2001 | Mondiali            | Edmonton       | 800 m piani | Semifinale | 2'01"04     |                                          |
| 2004 | Giochi olimpici     | Atene          | 800 m piani | 8ª         | 2'00"95     |                                          |
| 2005 | Mondiali            | Helsinki       | 800 m piani | Oro        | 1'58"82     |                                          |
| 2006 | Giochi CAC          | Cartagena      | 800 m piani | Oro        | 2'05"26     |                                          |
| 2006 | Giochi CAC          | Cartagena      | 4×400 m     | Bronzo     | 3'36"34     |                                          |
| 2007 | Giochi panamericani | Rio de Janeiro | 800 m piani | Bronzo     | 2'00"34     |                                          |
| 2007 | Giochi panamericani | Rio de Janeiro | 4×400 m     | Oro        | 3'27"51     |                                          |
| 2007 | Mondiali            | Osaka          | 800 m piani | Semifinale | 2'06"97     |                                          |
| 2007 | Mondiali            | Osaka          | 4×400 m     | 7ª         | 3'27"05     |                                          |
| 2008 | Giochi olimpici     | Pechino        | 800 m piani | Semifinale | 1'58"78     | Miglior prestazione personale stagionale |
| 2008 | Giochi olimpici     | Pechino        | 4×400 m     | 4ª         | 3'23"21     | Record nazionale                         |
| 2009 | Campionati CAC      | L'Avana        | 800 m piani | Oro        | 2'01"63     |                                          |
| 2009 | Mondiali            | Berlino        | 800 m piani | Semifinale | 2'01"53     |                                          |
| 2009 | Mondiali            | Berlino        | 4×400 m     | 7ª         | 3'36"99     |                                          |

## Altre competizioni internazionali
2001
- 4ª alla Grand Prix Final ( Melbourne), 800 m piani - 2'00"89

2002
- 4ª in Coppa del mondo ( Madrid), 800 m piani - 1'59"44

2005
- Oro alla World Athletics Final ( Monaco), 800 m piani - 1'59"07

2006
- Oro alla World Athletics Final ( Stoccarda), 800 m piani - 1'59"02
- Oro in Coppa del mondo ( Atene), 800 m piani - 2'00"06